# Kiyotaka Matsui
Kiyotaka Matsui (松井 清隆, Matsui Kiyotaka, Takatsuki, 4 januari 1961) is een Japans voormalig voetballer die als doelman speelde.

## Clubcarrière
In 1979 ging Matsui naar de Osaka University of Health and Sport Sciences, waar hij in het schoolteam voetbalde. Nadat hij in 1983 afstudeerde, ging Matsui spelen voor Nippon Kokan, de voorloper van NKK. Matsui veroverde er in 1987 de JSL Cup. Hij tekende in 1992 bij Shimizu S-Pulse. Matsui beëindigde zijn spelersloopbaan in 1993.

## Japans voetbalelftal
Kiyotaka Matsui debuteerde in 1984 in het Japans nationaal elftal en speelde 15 interlands.

## Statistieken
| Japans voetbalelftal | Japans voetbalelftal | Japans voetbalelftal |
| Jaar                 | Wed.                 | Dlp.                 |
| -------------------- | -------------------- | -------------------- |
| 1984                 | 2                    | 0                    |
| 1985                 | 8                    | 0                    |
| 1986                 | 2                    | 0                    |
| 1987                 | 1                    | 0                    |
| 1988                 | 2                    | 0                    |
| Totaal               | 15                   | 0                    |